# Cynanchum suluense
Cynanchum suluense är en oleanderväxtart som beskrevs av Rudolf Schlechter. Cynanchum suluense ingår i släktet Cynanchum och familjen oleanderväxter. Inga underarter finns listade i Catalogue of Life.